# 10550 Malmö
10550 Malmö là một tiểu hành tinh vành đai chính với chu kỳ quỹ đạo là 1556.6792762 ngày (4.26 năm).